# Глібовичі (рід)
Глібовичі — -українсько-білорусько-литовський шляхетський рід гербу «Леліва». Один з найбагатших і найвпливовіших родів Великого князівства Литовського і Руського у XVI—XVII ст., з якого вийшли багато державних діячів. Вигас 18 квітня 1669 року з смертю останнього чоловічого представника роду — Юрія Миколайовича.

## Історія роду
Деякі дослідники виводять рід Глібовичів від Гедиміна, або Монивида, який при Наримунті був великим маршалком литовським. Скоріш за все Глібовичі походили від руського боярства Полоцької або Смоленської землі. Володіли містами Дубровна та Заславль, мали маєтки у Мозирському, Ігуменському, Оршанському і Новогрудському повітах, на Смоленщині та Вітебщині, у Польщі; мали палаци у Вільні та Мінську. Засновник роду — Гліб В'яжевич (сер. XV ст.), смоленський намісник. У Гліба було 3 сини — Юрій, Станіслав і Петро. Потомки Станіслава Глібовича вигасли у другому поколінні, всі інші відомі представники роду Глібовичів були нащадками Юрія Глібовича.

## Генеалогія
Гліб Вежевич — смоленський воєвода (XV ст.)
- Станіслав Глібович (? — після 1513) — намісник мерецький (1492—1495), маршалок господарський (1492—1511), намісник вітебський (1495—1501), браславський з 1501, полоцький з 1502, воєвода полоцький з 1502. Відомий дипломат. Брав участь в посольствах до великого князя московського у 1492, 1499, 1503, 1504 і 1511 роках.
  - Єлизавета (?—1548/1552) — дружина Івана Сапіги, а після його смерті Григорія Остіка.
  - Катерина — дружина Матея Клочка.
  - невідома на ім'я дочка, дружина Станіслава Пяткевича.
  - Миколай (?—після 1533);
  - Ян (?—да 1541).
- Петро Глібович (? — після 1522) — намісник новогородський в 1502 і кревський (1511—1522).
- Юрій Глібович (? — між 1520 і 1524) — намісник смоленський (1492—1499), оршанський і оболецький (1500—1501), вітебський (1503—1508) і смоленський (1508—1514). Староста мерецький з 1514 і волковиський з 1520 (1518?) року.
  - Микола Юрійович (?—1514) — староста дорогочинський і слонімський.
  - Ян (Іван) Юрійович (бл. 1480 — 23 квітня 1549) — воєвода вітебський, полоцький, віленський, канцлер великий литовський.
    - Ян Янович (1544 — липень 1590) — кашетлян мінський і троцький, воєвода троцький (1586—1590).
      - Миколай Янович (? — 18 листопада 1632) — підстолій литовський, воєвода смоленський, каштелян віленський (1632).
        - Юрій-Кароль Миколайович (бл. 1605 — 18 квітня 1669) — воєвода смоленський, староста жемайтійський, воєвода віленський, останній представник роду по чоловічій лінії.
          - Марцебелла Анна (1641—1681), дружина Марціана Александра Огінського, великого канцлера литовського
          - Кристина Барбара (1647—1695), дружина Казимира Яна Сапіги, великого гетьмана литовського